# Lecceser Barock

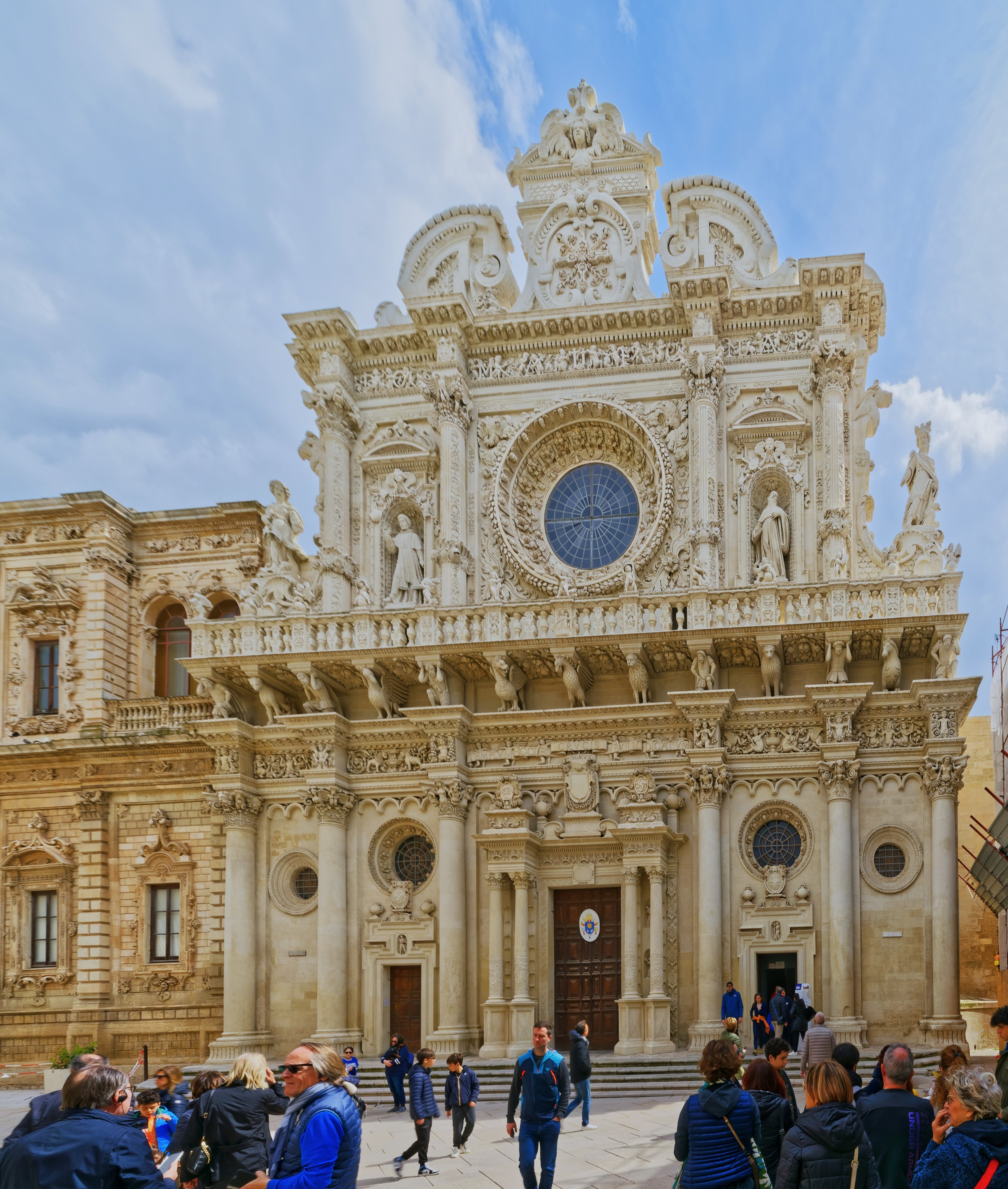
Kirche Santa Croce im Lecceser Barock

Der in der Kunstgeschichte als Lecceser Barock (auch salentinischer Barock) bezeichnete Baustil ist eine regionale Sonderform des europäischen Barockstils, die sich im 17. und 18. Jahrhundert vor allem in der apulischen Stadt Lecce entwickelte. Dabei schufen „unterschiedliche religiöse Orden aus einem gewissen Konkurrenzdenken heraus mit ihren Bauwerken ein einzigartiges und in sich geschlossenes Stadtbild“.

## Geschichte
In Lecce vollzog sich abseits der großen italienischen Barockstädte Neapel und Rom eine eigenständige Stilentwicklung, die bis heute das Gesicht der Altstadt prägt. Während die Sakralarchitektur in der italienischen Barockkunst als besondere Merkmale ovale Grundrisse und geschwungene Fassaden bevorzugte, waren die Lecceser Kirchen des 17. und 18. Jahrhunderts in der ursprünglich byzantinischen Form eines lateinischen Kreuzes angelegt und behielten ihre geraden Fassaden. Kennzeichnend für den Lecceser Stil sind die opulenten Fassaden mit einer Vielfalt plastischer Dekorationen. Die Lecceser Architekten schwelgten geradezu im barocken Formenschmuck – verloren jedoch nicht das Gefühl für die gestalterische Harmonie und Leichtigkeit. 
Als Meisterwerk Gabriele Riccardis, des „Vaters des Lecceser Barocks“, gilt die Basilika Santa Croce (gegründet 1549) in Lecce mit dem angrenzenden Cölestinerkonvent, wo die typische Fassadengestaltung mit ihren üppigen, aber proportionierten Dekorationen besonders gelungen ist. Ein anderes bedeutendes Beispiel ist die Fassade der Kathedrale von Gallipoli.

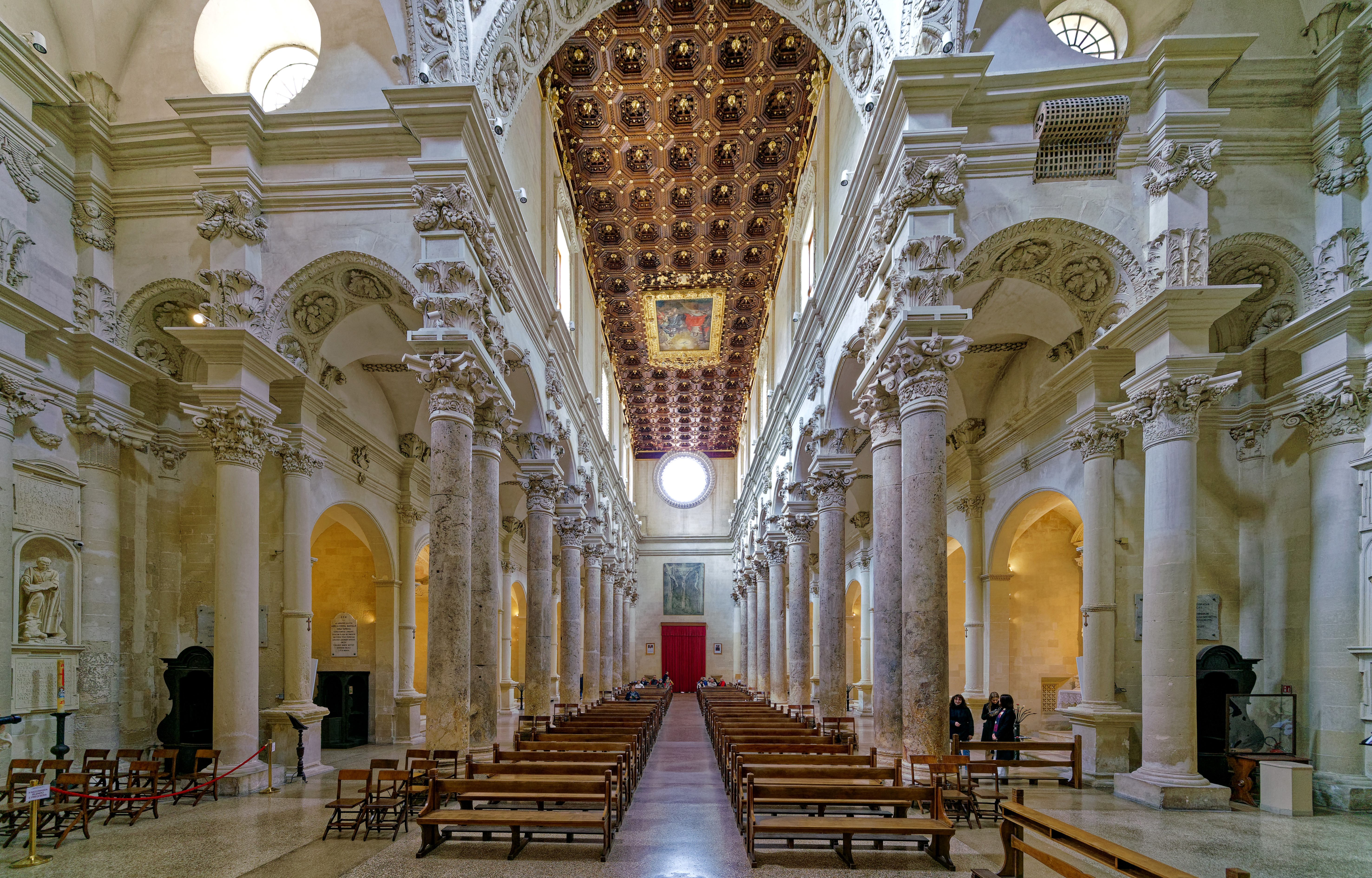
Blick in die Basilica Santa Croce.